# Tetranema floribundum
Tetranema floribundum är en grobladsväxtart som beskrevs av B.E. Hammel och M.H. Grayum. Tetranema floribundum ingår i släktet Tetranema och familjen grobladsväxter. Inga underarter finns listade i Catalogue of Life.